# NGC 4060
NGC 4060 is een lensvormig sterrenstelsel in het sterrenbeeld Hoofdhaar. Het hemelobject werd op 18 maart 1865 ontdekt door de Duitse astronoom Albert Marth.

## Synoniemen
- ZWG 128.6
- PGC 38151